# Braulio Leal
Braulio Antonio Leal Salvo (Santiago del Cile, 22 novembre 1981) è un calciatore cileno, centrocampista del Magallanes.